# Куп пет нација 1955.
Куп пет нација 1955. (службени назив: 1955 Five Nations Championship) је било 61. издање овог најелитнијег репрезентативног рагби такмичења Старог континента. а 26. издање Купа пет нација.
Прво место су поделили Французи и Велшани.

## Такмичење
Француска - Шкотска 15-0
Ирска - Француска 3-5
Велс - Енглеска 3-0
Шкотска - Велс 14-8
Ирска - Енглеска 6-6
Енглеска - Француска 9-16
Шкотска - Ирска 12-3
Велс - Ирска 21-3
Енглеска - Шкотска 9-6
Француска - Велс 11-16

## Табела
|   | Селекција                      | ИГ | Д | Н | И | ПД | ПП | ПР  | Б |  |
| - | ------------------------------ | -- | - | - | - | -- | -- | --- | - |  |
| 1 | Рагби репрезентација Велса     | 4  | 3 | 0 | 1 | 48 | 28 | +20 | 6 |  |
| 1 | Рагби репрезентација Француске | 4  | 3 | 0 | 1 | 47 | 28 | +19 | 6 |  |
| 3 | Рагби репрезентација Шкотске   | 4  | 2 | 0 | 2 | 32 | 35 | -3  | 4 |  |
| 4 | Рагби репрезентација Енглеске  | 4  | 1 | 1 | 2 | 24 | 31 | -7  | 3 |  |
| 5 | Рагби репрезентација Ирске     | 4  | 0 | 1 | 3 | 15 | 44 | -29 | 1 |  |